# Vitrinella zonitoides
Vitrinella zonitoides is een slakkensoort uit de familie van de Tornidae. De wetenschappelijke naam van de soort is voor het eerst geldig gepubliceerd in 1952 door Hertlein & Strong.